# كأس الجرعة

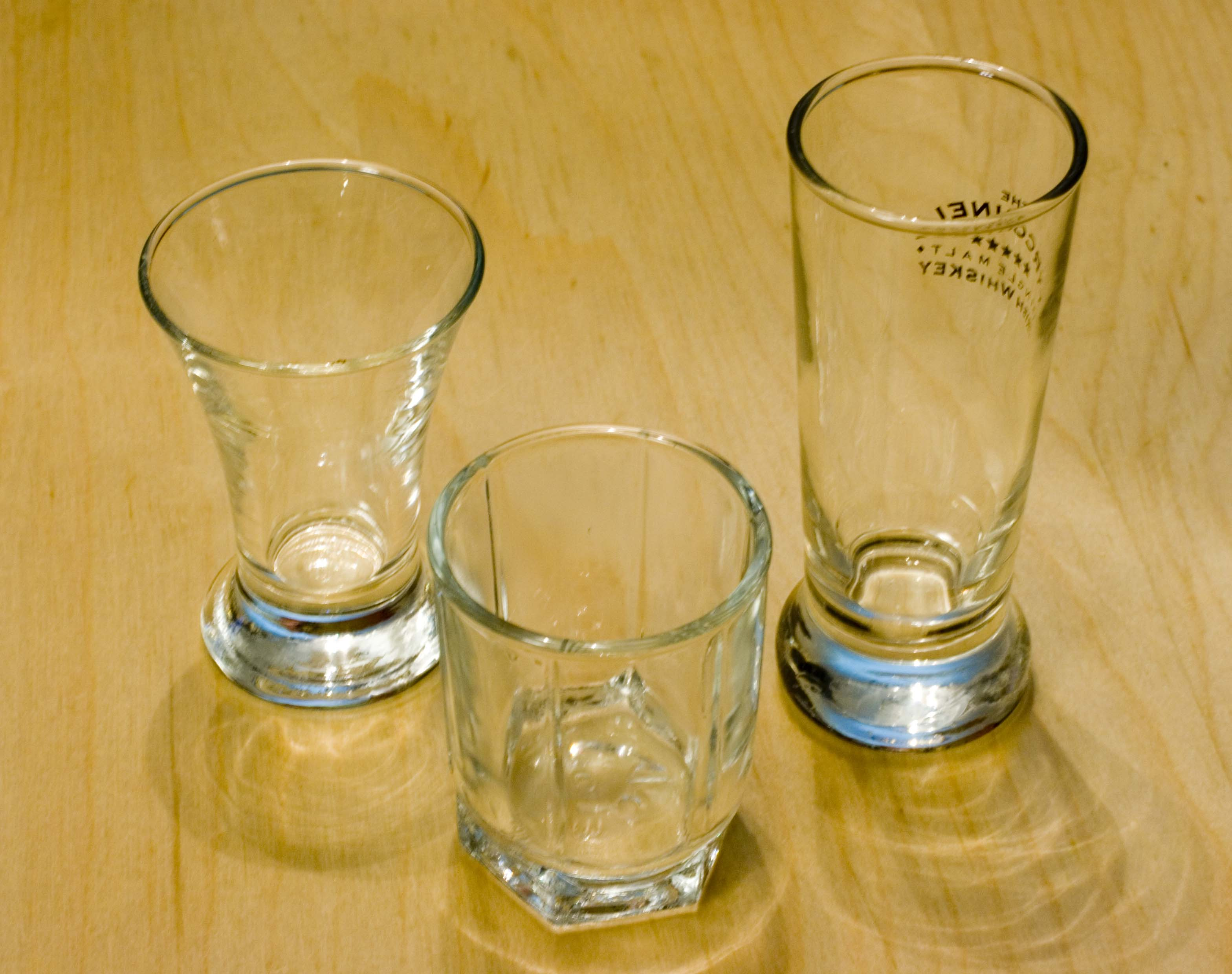
ثلاث كؤوس جرعة ذات أحجام مختلفة

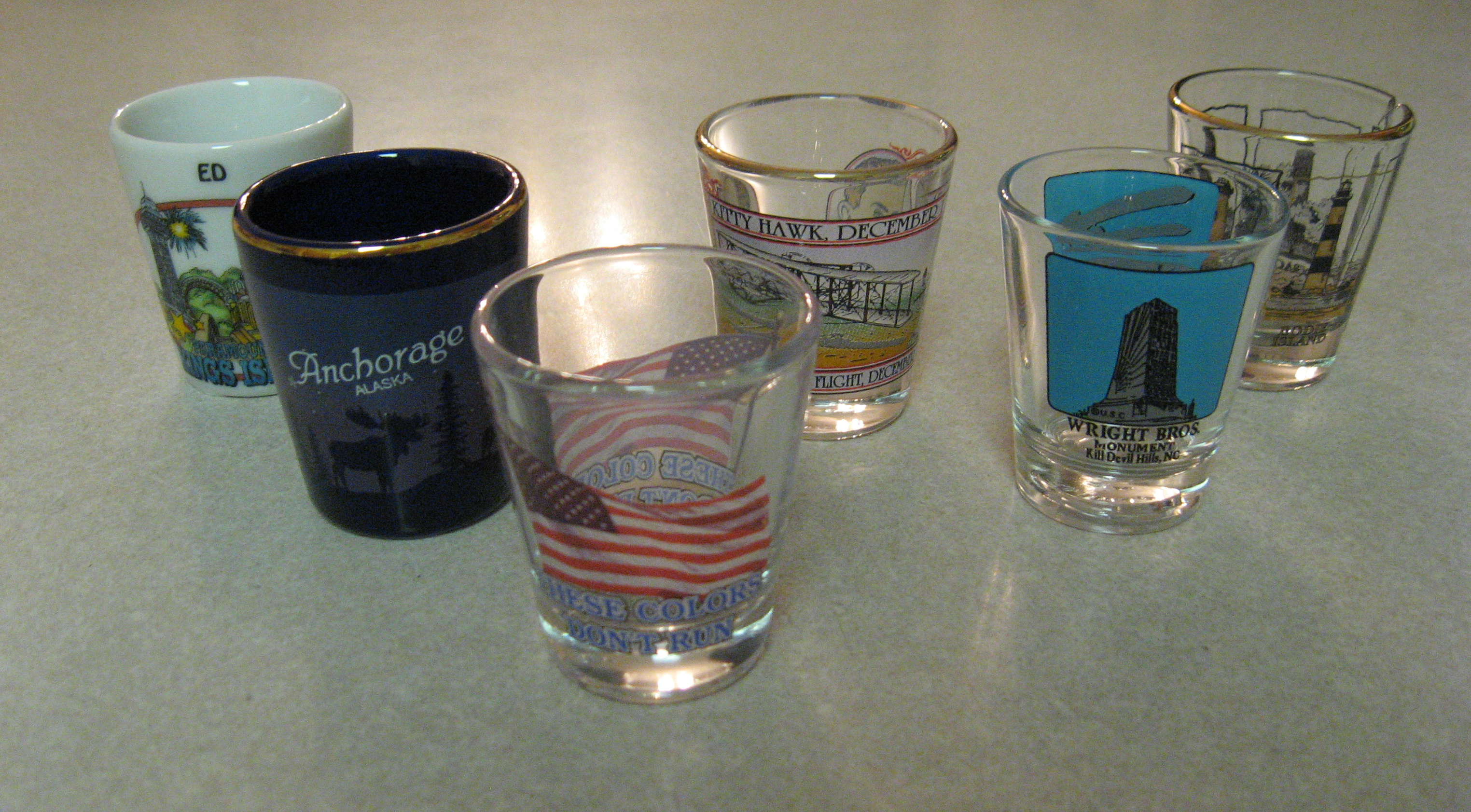
كؤوس جرعة ذات تصميمات متنوعة.

كأس الجَرعة هو آنية مصممة أصلاً لحمل أو قياس المشروبات المقطرة والتي إما أن تُشرب مباشرة من الكأس بجرعة واحدة -ومن هنا جاء الاسم- أو تُسكب في كوكتيل. يُصب فيها مشروب كحولي وعادة ما تُشرب سريعًا بجَرعة واحدة. يُزين كأس الجَرعة بزينات متنوعة مثل أقوال النخب أو الإعلانات أو الصور الفكاهية أو غيرها من الزخارف والكلمات وتُباع هدايا تذكارية ومقتنيات شهيرة.

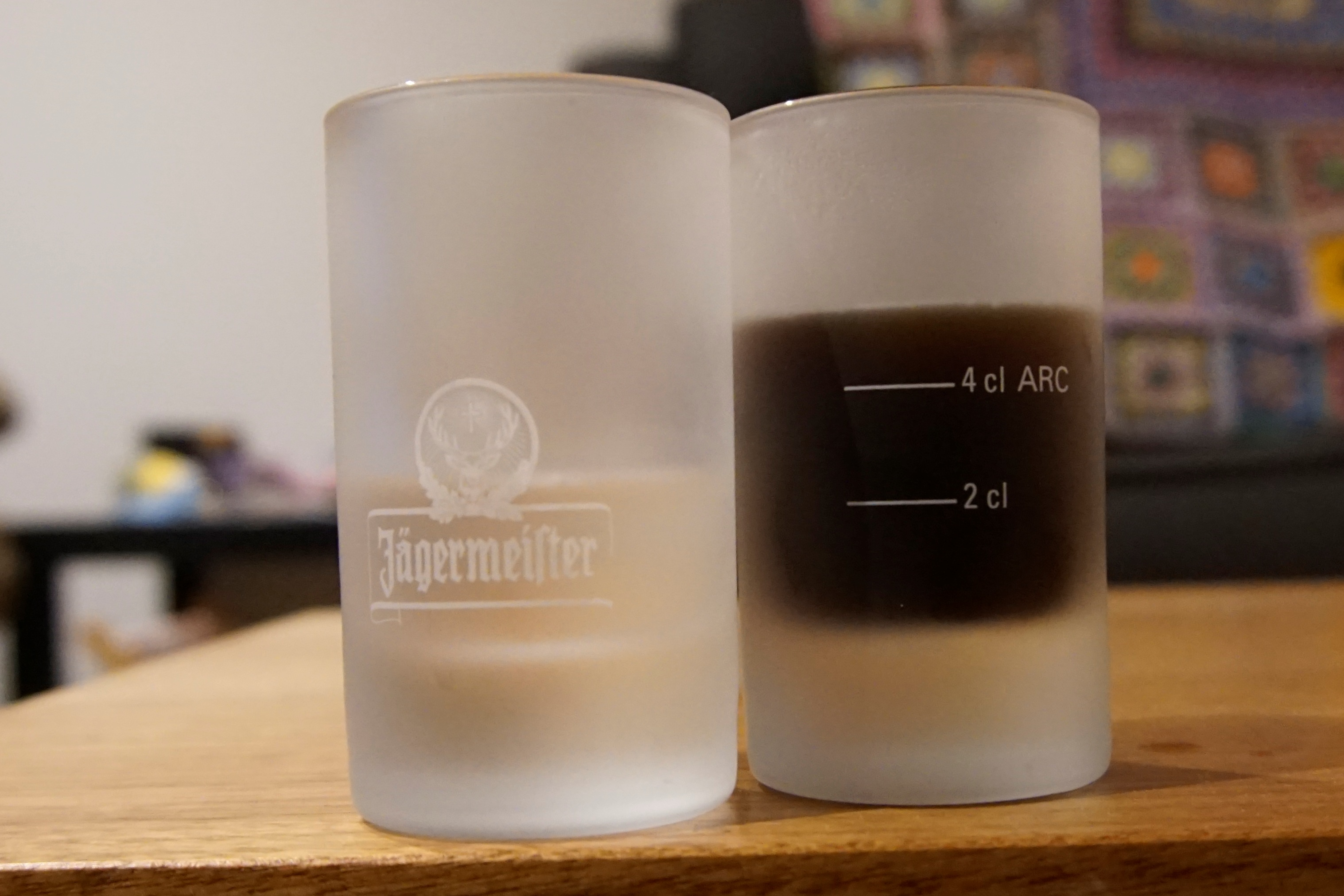
كأسا جرعة بخطوط ملء تحدد 20 و 40 مل.